# Contea di Shelby (Texas)
La contea di Shelby in inglese Shelby County è una contea dello Stato del Texas, negli Stati Uniti. La popolazione al censimento del 2010 era di 25 448 abitanti. Il capoluogo di contea è Center. La contea è stata creata nel 1835 come municipalità del Messico ed organizzata come contea texana nel 1837. Il suo nome deriva da Isaac Shelby, soldato della Guerra d'indipendenza americana che divenne il primo governatore del Kentucky.

## Geografia
| Anno | Popolazione | ±%     |
| ---- | ----------- | ------ |
| 1850 | 4,239       | Note:  |
| 1860 | 5,362       | 26.5%  |
| 1870 | 5,732       | 6.9%   |
| 1880 | 9,532       | 66.3%  |
| 1890 | 14,365      | 50.7%  |
| 1900 | 20,452      | 42.4%  |
| 1910 | 26,423      | 29.2%  |
| 1920 | 27,464      | 3.9%   |
| 1930 | 28,627      | 4.2%   |
| 1940 | 29,235      | 2.1%   |
| 1950 | 23,479      | −19.7% |
| 1960 | 20,479      | −12.8% |
| 1970 | 19,672      | −3.9%  |
| 1980 | 23,084      | 17.3%  |
| 1990 | 22,034      | −4.5%  |
| 2000 | 25,224      | 14.5%  |
| 2010 | 25,448      | 0.9%   |

Secondo l'Ufficio del censimento degli Stati Uniti d'America la contea ha un'area totale di 835 miglia quadrate (2160 km²), di cui 796 miglia quadrate (2060 km²) sono terra, mentre 39 miglia quadrate (100 km², corrispondenti al 4,7% del territorio) sono costituiti dall'acqua.

### Contee adiacenti
- Panola County (nord)
- De Soto Parish (nord-est)
- Sabine Parish (est)
- Sabine County (sud)
- San Augustine County (sud)
- Nacogdoches County (sud-ovest)
- Rusk County (nord-ovest)

### Aree nazionali protette
- Sabine National Forest

## Istruzione
Nella contea sono presenti i seguenti distretti scolastici:
- Center ISD
- Excelsior ISD
- Joaquin ISD
- San Augustine ISD
- Shelbyville ISD
- Tenaha ISD
- Timpson ISD

## Infrastrutture e trasporti

### Strade principali
- Interstate 69 (in costruzione)
- Interstate 369 (in costruzione)
- U.S. Highway 59
- U.S. Highway 84
- U.S. Highway 96
- State Highway 7
- State Highway 87
- State Highway 147
- Farm to Market Road 139
- Farm to Market Road 197

### Autobus
L'azienda di trasporto passeggeri statunitense Greyhound Lines è presente e opera anche nella contea.